# Klubowy Puchar Europy w szachach (2010)
2010 – dwudziesty szósty sezon Klubowego Pucharu Europy w szachach. Rozgrywki odbyły się w Płowdiwie w dniach 17–23 października 2010 roku. Tytuł obronił rosyjski Ekonomist-SGSEU Saratów.

## Format rozgrywek
Turniej odbywał się systemem szwajcarskim na dystansie siedmiu rund. W przypadku identycznej liczby punktów decydowała łączna liczba punktów uzyskanych przez zawodników, a przy dalszej równości – system Buchholza.

## Uczestnicy
W nawiasie podano średni ranking Elo. Źródło: OlimpBase

- Butrinti Saranda (1967)
- Betsson.com (2353)
- White Rose Chess Club (2226)
- Mika Erywań (2670)
- SOCAR-Azerbaijan (2737)
- K Gentse SRL (2314)
- KSK 47 Eynatten (2448)
- L’Échiquier Amaytois (2374)
- Wieśninka-Gran Mińsk (2496)
- Glasinac Sokolac (2422)
- ŠK Bihać (2526)
- Najden Wojnow Widyń (2583)
- G-Team Nový Bor (2595)
- Brønshøj SF (2260)
- SK1968 (2196)
- Expik Prisztina (1874)
- Shqiponja Stanoc (1373)
- Etelä-Vantaan Shakki (2308)
- Tammer-Shakki (2335)
- Evry Grand Roque (2399)
- SA Chania (2068)
- Gros XT (2491)
- Leidsch SG (2385)
- Ennis Chess Club (2001)
- Ashdod City Club (2658)
- Beer Sheva Chess Club (2568)
- Margiris Kowno (2426)
- CE Dudelange (2190)
- Le Cavalier Differdange (2236)
- Gambit Skopje (2411)
- OSG Baden-Baden (2683)
- SG 1868 Aljechin Solingen (2419)
- Werder Brema (2615)
- Asker SK (2281)
- Oslo SS (2453)
- Ekonomist-SGSEU Saratów (2687)
- Jugra Chanty-Mansyjsk (2678)
- SPBSzF Petersburg (2711)
- SzSM-64 Moskwa (2702)
- Urał Jekaterynburg (2644)
- ŠK Prievidza (2369)
- SK Team Viking (2420)
- Manisa Doruk Koleji SK (2273)
- A DAN DZO & PGMB Czernihów (2642)
- LugPokerChess Ługańsk (2361)
- Riwnenśki lіsowi zubry (2505)
- Cardiff Chess Club (2200)
- Nidum Liberals (1659)
- Obiettivo Risarcimento Padova (2399)

## Rozgrywki

### Runda 1
Źródło: OlimpBase
17 października 2010
| SOCAR-Azerbaijan – Gambit Skopje 5½:½               |
| Evry Grand Roque – SPBSzF Petersburg ½:5½           |
| SzSM-64 Moskwa – Obiettivo Risarcimento Padova 5:1  |
| Leidsch SG – Ekonomist-SGSEU Saratów ½:5½           |
| OSG Baden-Baden – L’Échiquier Amaytois 5½:½         |
| ŠK Prievidza – Jugra Chanty-Mansyjsk 1½:4½          |
| Mika Erywań – LugPokerChess Ługańsk 5½:½            |
| Betsson.com – Ashdod City Club 2:4                  |
| Urał Jekaterynburg – Tammer-Shakki 5½:½             |
| K Gentse SRL – A DAN DZO & PGMB Czernihów ½:5½      |
| Werder Brema – Etelä-Vantaan Shakki 5:1             |
| Asker SK – G-Team Nový Bor 2:4                      |
| Najden Wojnow Widyń – Manisa Doruk Koleji SK 5:1    |
| Brønshøj SF – Beer Sheva Chess Club 1:5             |
| ŠK Bihać – Le Cavalier Differdange 6:0              |
| White Rose Chess Club – Riwnenśki lіsowi zubry ½:5½ |
| Wieśninka-Gran Mińsk – Cardiff Chess Club 6:0       |
| SK1968 – Gros XT 2:4                                |
| Oslo SS – CE Dudelange 5½:½                         |
| SA Chania – KSK 47 Eynatten 1½:4½                   |
| Margiris Kowno – Ennis Chess Club 5:1               |
| Butrinti Saranda – Glasinac Sokolac 0:6             |
| SK Team Viking – Expik Prisztina 5½:½               |
| Nidum Liberals – SG 1868 Aljechin Solingen 1:5      |
| Shqiponja Stanoc pauza                              |

### Runda 2
Źródło: OlimpBase
18 października 2010
| KSK 47 Eynatten – SOCAR-Azerbaijan 1½:4½                  |
| SPBSzF Petersburg – Jugra Chanty-Mansyjsk 3½:2½           |
| Riwnenśki lіsowi zubry – SzSM-64 Moskwa 2:4               |
| Ekonomist-SGSEU Saratów – SG 1868 Aljechin Solingen 5:1   |
| Margiris Kowno – OSG Baden-Baden 1½:4½                    |
| Beer Sheva Chess Club – Mika Erywań 1½:4½                 |
| Ashdod City Club – Glasinac Sokolac 4:2                   |
| Najden Wojnow Widyń – Urał Jekaterynburg 1½:4½            |
| A DAN DZO & PGMB Czernihów – Werder Brema 3½:2½           |
| G-Team Nový Bor – Wieśninka-Gran Mińsk 3:3                |
| Gros XT – ŠK Bihać 1½:4½                                  |
| SK Team Viking – Oslo SS 2½:3½                            |
| Shqiponja Stanoc – Evry Grand Roque 0:6                   |
| Gambit Skopje – Leidsch SG 3½:2½                          |
| Obiettivo Risarcimento Padova – White Rose Chess Club 5:1 |
| L’Échiquier Amaytois – Ennis Chess Club 5½:½              |
| Expik Prisztina – ŠK Prievidza 0:6                        |
| LugPokerChess Ługańsk – Brønshøj SF 4½:1½                 |
| Butrinti Saranda – Betsson.com 1½:4½                      |
| Tammer-Shakki – Manisa Doruk Koleji SK 4½:1½              |
| Etelä-Vantaan Shakki – K Gentse SRL 1½:4½                 |
| Cardiff Chess Club – Asker SK ½:5½                        |
| Le Cavalier Differdange – SK1968 3½:2½                    |
| CE Dudelange – SA Chania 4½:1½                            |
| Nidum Liberals pauza                                      |

### Runda 3
Źródło: OlimpBase
19 października 2010
| SOCAR-Azerbaijan – A DAN DZO & PGMB Czernihów 3½:2½     |
| Mika Erywań – SPBSzF Petersburg 3½:2½                   |
| OSG Baden-Baden – SzSM-64 Moskwa 2½:3½                  |
| Ashdod City Club – Ekonomist-SGSEU Saratów 2½:3½        |
| ŠK Bihać – Oslo SS 3½:2½                                |
| Urał Jekaterynburg – G-Team Nový Bor 2½:3½              |
| Wieśninka-Gran Mińsk – Le Cavalier Differdange 5½:½     |
| Jugra Chanty-Mansyjsk – L’Échiquier Amaytois 6:0        |
| Werder Brema – K Gentse SRL 4½:1½                       |
| Obiettivo Risarcimento Padova – Najden Wojnow Widyń 2:4 |
| SG 1868 Aljechin Solingen – Beer Sheva Chess Club 2:4   |
| Tammer-Shakki – Riwnenśki lіsowi zubry 1½:4½            |
| Asker SK – Gros XT 0:6                                  |
| KSK 47 Eynatten – Margiris Kowno 3:3                    |
| Glasinac Sokolac – Gambit Skopje 3½:2½                  |
| CE Dudelange – SK Team Viking 1½:4½                     |
| Evry Grand Roque – Betsson.com 5:1                      |
| ŠK Prievidza – LugPokerChess Ługańsk 3:3                |
| Shqiponja Stanoc – Nidum Liberals 3½:2½                 |
| Leidsch SG – Butrinti Saranda 4½:1½                     |
| White Rose Chess Club – Etelä-Vantaan Shakki 3:3        |
| Manisa Doruk Koleji SK – Brønshøj SF 5:1                |
| SK1968 – Cardiff Chess Club 2½:3½                       |
| Ennis Chess Club – SA Chania 2½:3½                      |
| Expik Prisztina pauza                                   |

### Runda 4
Źródło: OlimpBase
20 października 2010
| SzSM-64 Moskwa – Ekonomist-SGSEU Saratów 2:4                  |
| Mika Erywań – ŠK Bihać 5:1                                    |
| Wieśninka-Gran Mińsk – SOCAR-Azerbaijan 1:5                   |
| G-Team Nový Bor – SK Team Viking 4:2                          |
| Oslo SS – SPBSzF Petersburg 1:5                               |
| Najden Wojnow Widyń – OSG Baden-Baden 2½:3½                   |
| Beer Sheva Chess Club – Jugra Chanty-Mansyjsk 2½:3½           |
| Urał Jekaterynburg – Ashdod City Club 3½:2½                   |
| A DAN DZO & PGMB Czernihów – Gros XT 4½:1½                    |
| Evry Grand Roque – Werder Brema 1:5                           |
| Riwnenśki lіsowi zubry – Glasinac Sokolac 4:2                 |
| LugPokerChess Ługańsk – KSK 47 Eynatten 2:4                   |
| ŠK Prievidza – Shqiponja Stanoc 4:2                           |
| Margiris Kowno – Tammer-Shakki 2½:3½                          |
| Cardiff Chess Club – SG 1868 Aljechin Solingen 0:6            |
| K Gentse SRL – Gambit Skopje 1½:4½                            |
| Le Cavalier Differdange – Obiettivo Risarcimento Padova 3½:2½ |
| Betsson.com – L’Échiquier Amaytois 3½:2½                      |
| SA Chania – Asker SK 1:5                                      |
| Manisa Doruk Koleji SK – CE Dudelange 3½:2½                   |
| White Rose Chess Club – Leidsch SG 1½:4½                      |
| Nidum Liberals – Expik Prisztina 4:2                          |
| Etelä-Vantaan Shakki – Ennis Chess Club 3½:2½                 |
| Brønshøj SF – SK1968 1½:4½                                    |
| Butrinti Saranda pauza                                        |

### Runda 5
Źródło: OlimpBase
21 października 2010
| Ekonomist-SGSEU Saratów – SOCAR-Azerbaijan 4:2          |
| G-Team Nový Bor – Mika Erywań 3:3                       |
| SPBSzF Petersburg – ŠK Bihać 3½:2½                      |
| Werder Brema – SzSM-64 Moskwa 2:4                       |
| OSG Baden-Baden – Urał Jekaterynburg 3:3                |
| Jugra Chanty-Mansyjsk – Riwnenśki lіsowi zubry 4:2      |
| A DAN DZO & PGMB Czernihów – ŠK Prievidza 5:1           |
| KSK 47 Eynatten – Wieśninka-Gran Mińsk 3:3              |
| Gambit Skopje – Ashdod City Club 1½:4½                  |
| Betsson.com – Najden Wojnow Widyń 1½:4½                 |
| Leidsch SG – Beer Sheva Chess Club 1½:4½                |
| Gros XT – Evry Grand Roque 5:1                          |
| Asker SK – Oslo SS 0:6                                  |
| Glasinac Sokolac – Manisa Doruk Koleji SK 4½:1½         |
| SK Team Viking – Le Cavalier Differdange 5½:½           |
| SG 1868 Aljechin Solingen – Tammer-Shakki 4½:1½         |
| Shqiponja Stanoc – Margiris Kowno 1:5                   |
| Etelä-Vantaan Shakki – LugPokerChess Ługańsk 2½:3½      |
| L’Échiquier Amaytois – Nidum Liberals 6:0               |
| Obiettivo Risarcimento Padova – Cardiff Chess Club 5½:½ |
| CE Dudelange – K Gentse SRL 1½:4½                       |
| SK1968 – SA Chania 3½:2½                                |
| Expik Prisztina – Butrinti Saranda 3:3                  |
| Brønshøj SF – White Rose Chess Club 2½:3½               |
| Ennis Chess Club pauza                                  |

### Runda 6
Źródło: OlimpBase
22 października 2010
| Ekonomist-SGSEU Saratów – Mika Erywań 3½:2½        |
| SOCAR-Azerbaijan – SPBSzF Petersburg 3½:2½         |
| SzSM-64 Moskwa – A DAN DZO & PGMB Czernihów 3:3    |
| Jugra Chanty-Mansyjsk – G-Team Nový Bor 4:2        |
| ŠK Bihać – OSG Baden-Baden 1½:4½                   |
| Beer Sheva Chess Club – Urał Jekaterynburg 3½:2½   |
| Ashdod City Club – Wieśninka-Gran Mińsk 5:1        |
| Najden Wojnow Widyń – Werder Brema 2½:3½           |
| Gros XT – SG 1868 Aljechin Solingen 2½:3½          |
| Oslo SS – Glasinac Sokolac 3:3                     |
| SK Team Viking – KSK 47 Eynatten 2½:3½             |
| Riwnenśki lіsowi zubry – LugPokerChess Ługańsk 4:2 |
| Margiris Kowno – ŠK Prievidza 3:3                  |
| Gambit Skopje – Betsson.com 3½:2½                  |
| Evry Grand Roque – Asker SK 3½:2½                  |
| Tammer-Shakki – Obiettivo Risarcimento Padova 1:5  |
| K Gentse SRL – Leidsch SG 3:3                      |
| Le Cavalier Differdange – L’Échiquier Amaytois 1:5 |
| Manisa Doruk Koleji SK – SK1968 4:2                |
| Nidum Liberals – Etelä-Vantaan Shakki 1:5          |
| White Rose Chess Club – Shqiponja Stanoc 4½:1½     |
| Cardiff Chess Club – CE Dudelange 4:2              |
| Butrinti Saranda – SA Chania 1:5                   |
| Ennis Chess Club – Expik Prisztina 2:4             |
| Brønshøj SF pauza                                  |

### Runda 7
Źródło: OlimpBase
23 października 2010
| Ekonomist-SGSEU Saratów – Jugra Chanty-Mansyjsk 3:3 |
| SOCAR-Azerbaijan – SzSM-64 Moskwa 3:3               |
| Mika Erywań – OSG Baden-Baden 2½:3½                 |
| KSK 47 Eynatten – A DAN DZO & PGMB Czernihów 2½:3½  |
| SPBSzF Petersburg – Beer Sheva Chess Club 3½:2½     |
| SG 1868 Aljechin Solingen – Ashdod City Club 1½:4½  |
| G-Team Nový Bor – Riwnenśki lіsowi zubry 3:3        |
| Glasinac Sokolac – Werder Brema 1½:4½               |
| Urał Jekaterynburg – Oslo SS 5½:½                   |
| ŠK Bihać – Najden Wojnow Widyń 3½:2½                |
| Wieśninka-Gran Mińsk – Evry Grand Roque 4:2         |
| ŠK Prievidza – Gros XT 1½:4½                        |
| L’Échiquier Amaytois – Margiris Kowno 1½:4½         |
| Manisa Doruk Koleji SK – SK Team Viking 1:5         |
| Obiettivo Risarcimento Padova – Gambit Skopje 1½:4½ |
| LugPokerChess Ługańsk – Leidsch SG 2½:3½            |
| K Gentse SRL – White Rose Chess Club 4½:1½          |
| Etelä-Vantaan Shakki – Tammer-Shakki 3:3            |
| Betsson.com – Cardiff Chess Club 4:2                |
| Asker SK – Le Cavalier Differdange 5½:½             |
| SA Chania – Expik Prisztina 4½:1½                   |
| SK1968 – Shqiponja Stanoc 6:0                       |
| Butrinti Saranda – Nidum Liberals 5:1               |
| Ennis Chess Club – Brønshøj SF 1:5                  |
| CE Dudelange pauza                                  |

## Klasyfikacja
Źródło: OlimpBase
| Msc | Zespół                        | M | W | R | P | Pkt |
| --- | ----------------------------- | - | - | - | - | --- |
| 1   | Ekonomist-SGSEU Saratów       | 7 | 6 | 1 | 0 | 13  |
| 2   | Jugra Chanty-Mansyjsk         | 7 | 5 | 1 | 1 | 11  |
| 3   | A DAN DZO & PGMB Czernihów    | 7 | 5 | 1 | 1 | 11  |
| 4   | SOCAR-Azerbaijan              | 7 | 5 | 1 | 1 | 11  |
| 5   | OSG Baden-Baden               | 7 | 5 | 1 | 1 | 11  |
| 6   | Ashdod City Club              | 7 | 5 | 0 | 2 | 10  |
| 7   | Werder Brema                  | 7 | 5 | 0 | 2 | 10  |
| 8   | SPBSzF Petersburg             | 7 | 5 | 0 | 2 | 10  |
| 9   | SzSM-64 Moskwa                | 7 | 4 | 2 | 1 | 10  |
| 10  | Urał Jekaterynburg            | 7 | 4 | 1 | 2 | 9   |
| 11  | Mika Erywań                   | 7 | 4 | 1 | 2 | 9   |
| 12  | Riwnenśki lіsowi zubry        | 7 | 4 | 1 | 2 | 9   |
| 13  | G-Team Nový Bor               | 7 | 3 | 3 | 1 | 9   |
| 14  | SK Team Viking                | 7 | 4 | 0 | 3 | 8   |
| 15  | Gros XT                       | 7 | 4 | 0 | 3 | 8   |
| 16  | Margiris Kowno                | 7 | 3 | 2 | 2 | 8   |
| 17  | Beer Sheva Chess Club         | 7 | 4 | 0 | 3 | 8   |
| 18  | SG 1868 Aljechin Solingen     | 7 | 4 | 0 | 3 | 8   |
| 19  | Wieśninka-Gran Mińsk          | 7 | 3 | 2 | 2 | 8   |
| 20  | ŠK Bihać                      | 7 | 4 | 0 | 3 | 8   |
| 21  | KSK 47 Eynatten               | 7 | 3 | 2 | 2 | 8   |
| 22  | Gambit Skopje                 | 7 | 4 | 0 | 3 | 8   |
| 23  | Glasinac Sokolac              | 7 | 3 | 1 | 3 | 7   |
| 24  | Oslo SS                       | 7 | 3 | 1 | 3 | 7   |
| 25  | K Gentse SRL                  | 7 | 3 | 1 | 3 | 7   |
| 26  | Leidsch SG                    | 7 | 3 | 1 | 3 | 7   |
| 27  | SK1968                        | 7 | 3 | 0 | 4 | 6   |
| 28  | Najden Wojnow Widyń           | 7 | 3 | 0 | 4 | 6   |
| 29  | Obiettivo Risarcimento Padova | 7 | 3 | 0 | 4 | 6   |
| 30  | L’Échiquier Amaytois          | 7 | 3 | 0 | 4 | 6   |
| 31  | Asker SK                      | 7 | 3 | 0 | 4 | 6   |
| 32  | ŠK Prievidza                  | 7 | 2 | 2 | 3 | 6   |
| 33  | SA Chania                     | 7 | 3 | 0 | 4 | 6   |
| 34  | Etelä-Vantaan Shakki          | 7 | 2 | 2 | 3 | 6   |
| 35  | Evry Grand Roque              | 7 | 3 | 0 | 4 | 6   |
| 36  | Betsson.com                   | 7 | 3 | 0 | 4 | 6   |
| 37  | Manisa Doruk Koleji SK        | 7 | 3 | 0 | 4 | 6   |
| 38  | LugPokerChess Ługańsk         | 7 | 2 | 1 | 4 | 5   |
| 39  | Tammer-Shakki                 | 7 | 2 | 1 | 4 | 5   |
| 40  | White Rose Chess Club         | 7 | 2 | 1 | 4 | 5   |
| 41  | Butrinti Saranda              | 6 | 1 | 1 | 4 | 4   |
| 42  | Expik Prisztina               | 6 | 1 | 1 | 4 | 4   |
| 43  | Cardiff Chess Club            | 7 | 2 | 0 | 5 | 4   |
| 44  | Le Cavalier Differdange       | 7 | 2 | 0 | 5 | 4   |
| 45  | CE Dudelange                  | 6 | 1 | 0 | 5 | 3   |
| 46  | Brønshøj SF                   | 6 | 1 | 0 | 5 | 3   |
| 47  | Nidum Liberals                | 6 | 1 | 0 | 5 | 3   |
| 48  | Shqiponja Stanoc              | 6 | 1 | 0 | 5 | 3   |
| 49  | Ennis Chess Club              | 6 | 0 | 0 | 5 | 1   |